# Alex indica
Alex indica é uma espécie de inseto do gênero Alex, pertencente à família Formicidae.